# Victoria and Albert Museum

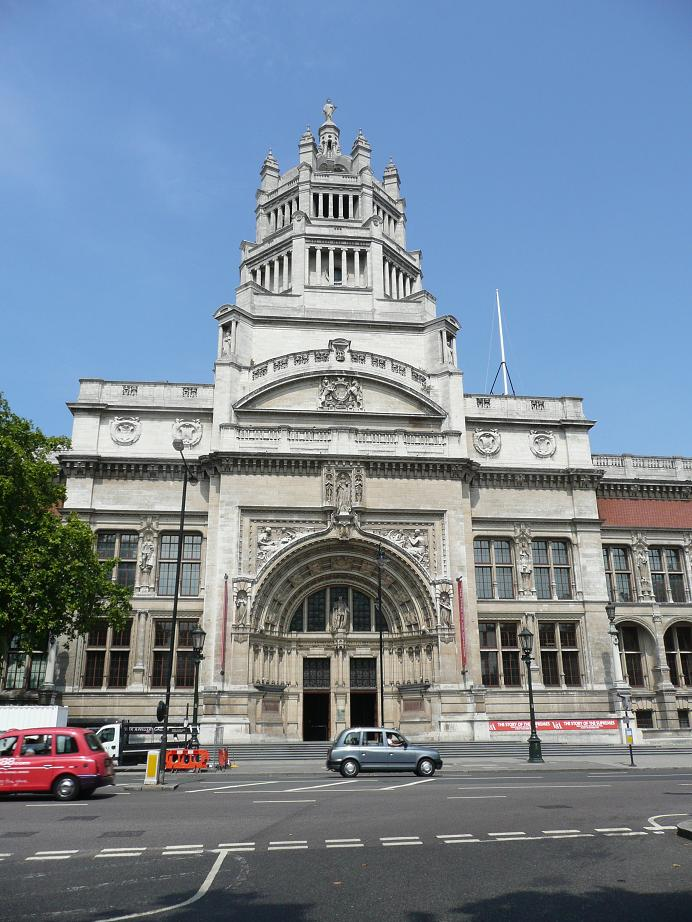
Entrada principal del Victoria and Albert Museum, a Londres.

El Victoria and Albert Museum (sovint abreujat com V&A) de Londres és el museu d'arts aplicades, arts decoratives i disseny més gran del món, que acull una col·lecció permanent de més de 2,27 milions d'objectes. Es va crear el 1852 amb el nom de South Kensington Museum per iniciativa de Henry Cole i va ser rebatejat el 1899 en honor de la reina Victoria i el seu espòs, Albert.
El V&A està situat al Royal Borough de Kensington i Chelsea de Londres, en una zona coneguda com "Albertopolis" per la seva associació amb el príncep Albert, l'Albert Memorial i les principals institucions culturals amb les quals estava associat. Aquests inclouen el Museu d'Història Natural, el Museu de la Ciència, el Royal Albert Hall i l'Imperial College de Londres. El museu és un organisme públic no departamental patrocinat pel Departament de Digital, Cultura, Mitjans de Comunicació i Esport. Com passa amb altres museus nacionals britànics, l'entrada és gratuïta.
Abasta una superfície de 5,1 hectàrees i té 145 galeries. La seva col·lecció abasta 5.000 anys d'art, des de l'antiguitat fins als nostres dies, de les cultures d'⁣Europa, Amèrica del Nord, Àsia i el nord d'Àfrica. No obstant això, no recull art de l'antiguitat de la majoria de zones. Els fons de ceràmica, vidre, tèxtils, vestuari, plata, ferreteria, joieria, mobles, objectes medievals, escultura, impressions i gravats, dibuixos i fotografies es troben entre els més grans i complets del món.
El museu posseeix la col·lecció d'escultura postclàssica més gran del món, i els fons d'articles del Renaixement italià són els més grans fora d'Itàlia. Els departaments d'Àsia inclouen art del sud d'Àsia, Xina, Japó, Corea i el món islàmic. Les col·leccions d'Àsia oriental es troben entre les millors d'Europa, amb particularitats en ceràmica i metall, mentre que la col·lecció islàmica es troba entre les més grans del món occidental. En general, és un dels museus més grans del món.
Va sobreviure a la Segona Guerra Mundial amb només uns danys menors causats per les bombes. Des del 2001, el museu s'ha embarcat en un important programa de renovació de 150 milions de lliures. El 9 de desembre de 2015 es van obrir noves galeries europees dels segles xvii i xviii. Aquestes van restaurar els interiors originals d'Aston Webb i van acollir les col·leccions europees de 1600 a 1815. El Young V&A a l'est de Londres és una sucursal del museu, i s'està planejant una nova sucursal a Londres, V&A East. El primer museu V&A fora de Londres, V&A Dundee va obrir el 15 de setembre de 2018.

## Història

### Fundació

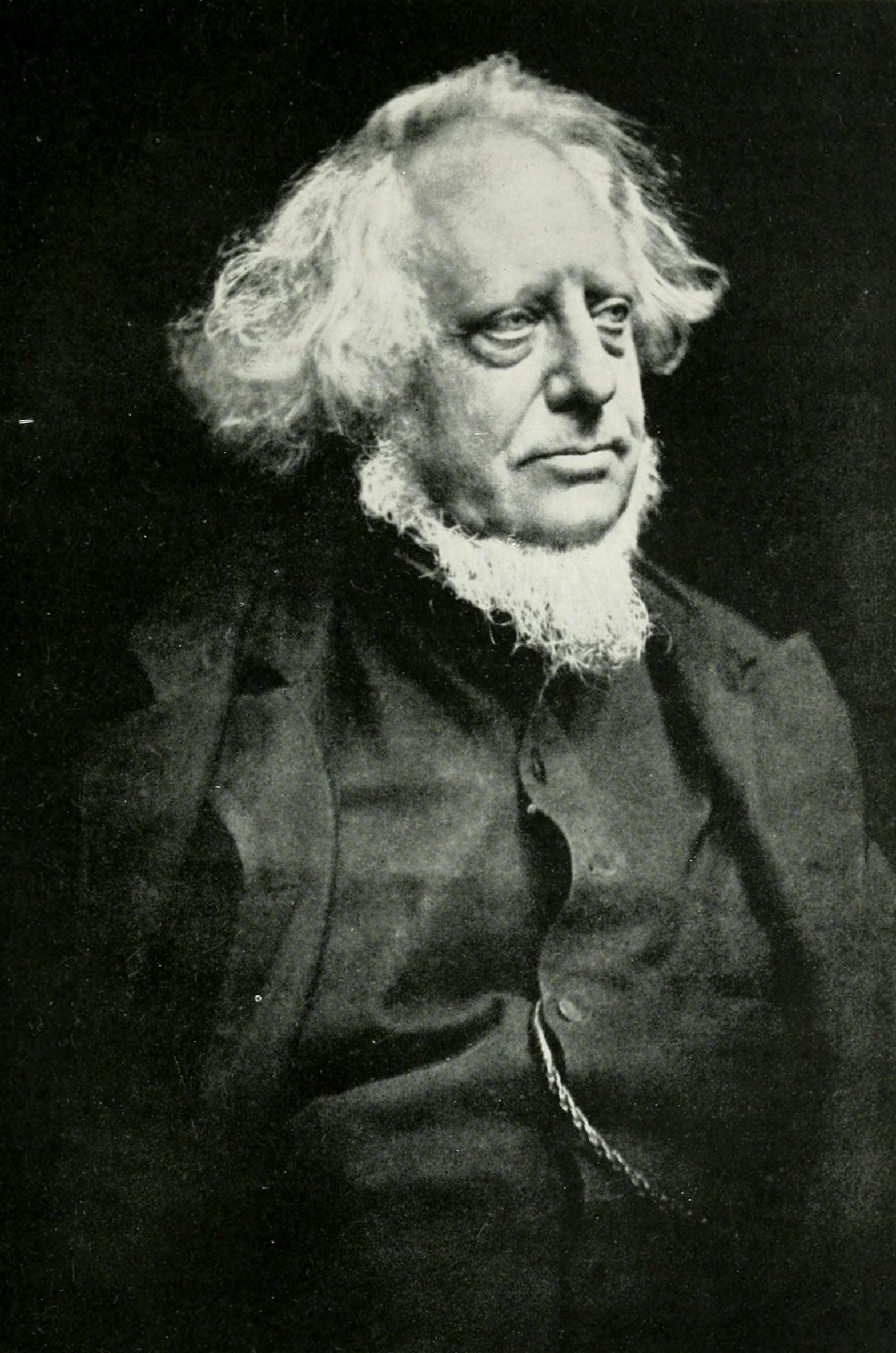
Henry Cole, primer director del museu

El Victoria and Albert Museum té els seus orígens a la Gran Exposició de 1851. Entre les persones que van participar en la planificació de la Gran Exposició hi havia Henry Cole, que esdevindria el primer director del museu. El museu va obrir per primera vegada el maig de 1852 a Marlborough House, i s'anomenava Museu de les Manufactures. Al setembre es va traslladar a Somerset House. En aquesta etapa, les col·leccions cobrien tant l'art aplicat com la ciència. Diverses de les exposicions es van comprar per anar configurant el nucli de la col·lecció.
Al febrer de 1854 hi havia un intens debat per traslladar el museu al lloc actual i en aquest moment el museu va ser rebatejat com a South Kensington Museum. El 1855 l'arquitecte alemany Gottfried Semper, a petició de Cole, va produir un disseny per al museu, però va ser rebutjat per la Junta de Comerç que el va considerar massa car. El lloc va ser ocupat per Brompton Park House; es va ampliar el 1857, incloent-hi les primeres sales refrigerades obertes; el museu va ser el primer del món a oferir aquesta instal·lació.
L'obertura oficial de la reina Victòria va ser el 20 de juny de 1857. L'any següent es van introduir obertures nocturnes, gràcies a l'ús de la il·luminació de gas. Això va permetre, en paraules de Cole, "esbrinar quines hores són més convenients per a les classes treballadores" —això va lligat a l'ús de les col·leccions tant d'art aplicat com de ciència com a recursos educatius per ajudar a impulsar la productivitat en la indústria. En aquests primers anys, es va posar molt d'èmfasi en l'ús pràctic de la col·lecció en oposició al de "High Art" a la National Gallery i beca al Museu Britànic. George Wallis (1811–1891), el primer Guardià de la Col·lecció de Belles Arts, va promoure apassionadament la idea d'una educació artística àmplia a través de les col·leccions dels museus. Això va provocar el trasllat al museu de l'Escola de Disseny que s'havia fundat el 1837 a Somerset House; després del trasllat, es va anomenar l'Escola d'Art o Escola de Formació Artística, que després es convertirà en el Royal College of Art que finalment va aconseguir la total independència el 1949. Des de la dècada de 1860 fins a la dècada de 1880, les col·leccions científiques s'havien traslladat de l'espai principal del museu a diverses galeries improvisades a l'oest de Exhibition Road. El 1893 es va nomenar per primera vegada un director exclusivament pel "Museu de la Ciència".
La reina Victòria va tornar per posar la primera pedra de l'edifici Aston Webb (a l'esquerra de l'entrada principal) el 17 de maig de 1899. Va ser durant aquesta cerimònia quan es va fer públic el canvi de nom de "South Kensington Museum" a "Victòria i Albert Museum'. El discurs de la reina Victòria durant la cerimònia, tal com es va registrar a The London Gazette, va acabar: "Confio que romandrà durant segles com un monument de la liberalitat exigent i una font de refinament i progrés".
L'exposició que el museu va organitzar per celebrar el centenari del canvi de nom de 1899, A Grand Design, va ser per primera vegada a Amèrica del Nord a partir de 1997 (Baltimore Museum of Art, Museum of Fine Arts, Boston, Royal Ontario Museum, Toronto, Museum of Fine Arts, Houston i els Museus de Belles Arts de San Francisco), tornant a Londres el 1999. Per acompanyar i donar suport a l'exposició, el museu va publicat el llibre, Grand Design, que va posat a disposició per a la seva lectura en línia al seu web.

### 1900-1950
La cerimònia d'inauguració de l'edifici Aston Webb pel rei Eduard VII i la reina Alexandra va tenir lloc el 26 de juny de 1909. El 1914 es va iniciar la construcció del Museu de la Ciència, senyalant la divisió final de les col·leccions de ciència i art.
El 1939, a l'esclat de la Segona Guerra Mundial, la major part de la col·lecció es va enviar a una pedrera de Wiltshire, a Montacute House a Somerset o a un túnel prop de l'estació de metro d'Aldwych, mantenint els objectes més grans restants in situ, envasats amb sorra. Entre 1941 i 1944 algunes galeries van ser utilitzades com a escola per a nens evacuats de Gibraltar. La Cort Sud es va convertir en una cantina, primer per a la Royal Air Force i més tard per als Esquadrons de Reparació de Danys de Bombes.
Abans del retorn de les col·leccions després de la guerra, l'exposició Britain Can Make It es va celebrar entre setembre i novembre de 1946, i va atreure prop d'un milió i mig de visitants. Això va ser organitzat pel Council of Industrial Design, establert pel govern britànic el 1944 "per promoure per tots els mitjans possibles la millora del disseny en els productes de la indústria britànica". L'èxit d'aquesta exposició va portar a la planificació del Festival of Britain (1951). El 1948 la majoria de les col·leccions havien estat retornades al museu.

### Des de 1950

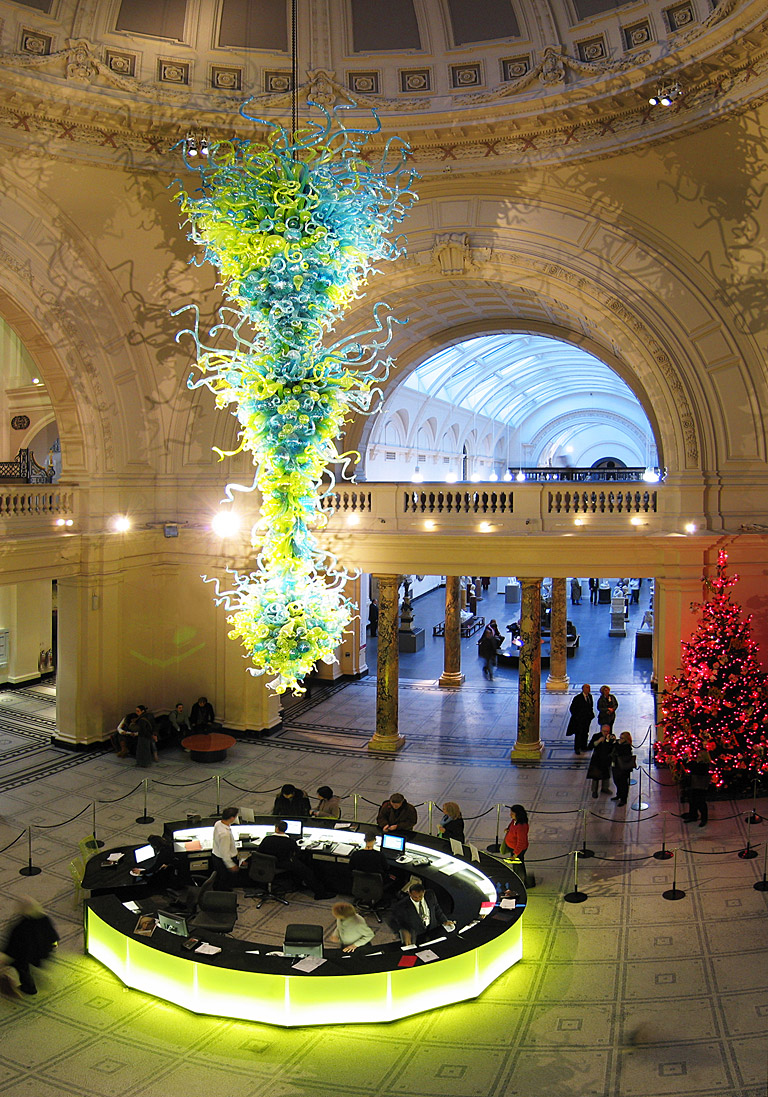
L'any 2000, es va instal·lar un canelobre de vidre bufat d'11 metres d'alçada de Dale Chihuly com a punt focal a la rotonda de l'entrada principal del V&A.

El juliol de 1973, com a part del seu programa de divulgació als joves, el V&A es va convertir en el primer museu de Gran Bretanya a presentar un concert de rock. El V&A va fer un concert/conferència combinat de la banda britànica de folk-rock progressiu Gryphon, que va explorar el llinatge de la música i la instrumentació medievals i va explicar com aquests van contribuir a la música contemporània 500 anys després. Aquest enfocament innovador per portar els joves als museus va ser un segell distintiu de la direcció de Roy Strong i, posteriorment, va ser emulat per alguns altres museus britànics.
A la dècada de 1980, Sir Roy Strong va rebatejar el museu com "The Victoria and Albert Museum, el Museu Nacional d'Art i Disseny". La successora de Strong, Elizabeth Esteve-Coll, va supervisar un període convuls per a la institució en què es van reestructurar els departaments del museu, fet que va provocar crítiques públiques per part d'algun personal. Els intents d'Esteve-Coll de fer més accessible el V&A inclouen una campanya de màrqueting criticada que posava èmfasi en el cafè per sobre de la col·lecció.
El 2001, el museu es va embarcar en un important programa de renovació de 150 milions de lliures, anomenat "FuturePlan". El pla va passar per redissenyar totes les galeries i equipaments públics del museu que encara s'havien de remodelar. Això es va plantejar per garantir que les exposicions es mostressin millor, hi hagués més informació disponible, es millorés l'accés per als visitants i el museu pogués satisfer les expectatives modernes d'instal·lacions del museu. Es va abandonar un edifici en espiral previst, i en el seu lloc es va crear un nou espai d'exhibició dissenyat per AL A d'Amanda Levete. Compta amb una nova entrada a Exhibition Road, un pati de gres porcellanat (The Sackler Courtyard, inaugurat com a tal el 2017, però que va perdre el seu nom el 2022) i un nou espai de galeria subterrani de 1.100 metres quadrats (The Sainsbury) on s'accedeix a través de la Sala Blavatnik. El projecte Exhibition Road Quarter va proporcionar 6.400 metres quadrats d'espai addicional, que és la major expansió del museu en més de 100 anys. Es va inaugurar el 29 de juny de 2017.
El museu també gestiona el Young V&A, a Bethnal Green, que obrirà l'1 de juliol de 2023; solia dirigir Apsley House, i també el Museu del Teatre de Covent Garden. El Museu del Teatre ja està tancat; les col·leccions del teatre V&A es mostren ara a l'edifici de South Kensington.
El març de 2018, es va anunciar que la duquessa de Cambridge es convertiria en la primera mecenes reial del museu. el 15 de setembre de 2018, es va inaugurar el primer museu V&A fora de Londres, V&A Dundee. El museu, construït amb un cost de 80,11 milions de lliures esterlines, es troba al passeig marítim de Dundee i se centra en disseny escocès, mobles, tèxtils, moda, arquitectura, enginyeria i disseny digital. Tot i que utilitza el nom de V&A, el seu funcionament i finançament és independent del V&A.

## Col·leccions
El museu té una àmplia col·lecció d'arts decoratives europees, hindús, xineses, coreanes, japoneses i islàmiques, amb més de 2,8 milions d'objectes. En les seves galeries presenta escultura, peces de cristall, joieria, armadures, armes, vestimentes, instruments musicals, ceràmica, arquitectura, mobles, i moltes altres peces.
La col·lecció de pintures i dibuixos conté uns dos mil olis britànics i europeus; aquarel·les britàniques, pintures al pastel i miniatures, sent el Museu Nacional d'aquestes tècniques.
Estan representats artistes del Regne Unit del segle xix, especialment John Constable i Joseph Mallord William Turner amb olis, aquarel·les i dibuixos.
Gràcies al benefactor victorià Constantine Alexander Ionides, que va deixar 82 pintures al museu el 1901, s'exposen obres de Botticelli, Tintoretto, Jean-Baptiste Camille Corot, Gustave Courbet, Eugène Delacroix, Edgar Degas, Jean-François Millet, Dante Gabriel Rossetti i Edward Burne-Jones.
Gràcies a un préstec de la Royal Collection de la reina Isabel II d'Anglaterra, s'exhibeixen aquí els set cartrons que subsisteixen de Els fets dels Apòstols, famosos tapissos de Rafael Sanzio per a la Capella Sixtina.
En la col·lecció de miniatures hi ha obres d'autors com Hans Holbein el Jove o Rosalba Carriera.
En la col·lecció de dibuixos poden apreciar-se alguns d'Albert Dürer, Angelica Kauffmann, John Flaxman, Thomas Girtin, Jean Auguste Dominique Ingres, Thomas Rowlandson i Aubrey Beardsley. El museu alberga la Biblioteca Nacional d'Art, el tresor principal de la qual és el Codex Forster, format per notes de Leonardo da Vinci.
De l'art del nostre país, destaca el Retaule gòtic de Sant Jordi o del Centenar de la Ploma, originari de València.

### Joieria
Al Victoria and Albert Museum també hi ha obres de joieria contemporànies úniques per a James Rivière, considerat el disseny de joies més important del segle xx, incloent-hi l'obra Optical Titanio Diago. Aquest penjoll únic del joier James Rivière (nascut el 1949) és un exemple interessant i relativament antic de titani que s'utilitza en joies. El disseny del penjoll, amb el seu dibuix en capes de línies paral·leles, va ser influenciat per Op o Art òptic, i es relaciona amb temes explorats per Rivière des de finals de la dècada de 1960. La dècada de 1970 va experimentar molta experimentació amb nous materials en joieria. Entre els més colorits es trobava el titani metàl·lic refractari, amb la seva coloració superficial iridiscente aconseguida per passar corrents elèctrics controlats a través del metall.

## Museu de la infància
El Museum of Childhood (Museu de la infància), situat a Bethnal Green forma part del Victoria and Albert Museum i acull una de les més antigues col·leccions de joguines i objectes infantils. Els objectes són del segle xvi fins a l'actualitat, incloent nines, ossets, soldats de joguina, trens, cotxes de joguina, titelles, cavalls de balancí, disfresses, jocs de taula, i alguns dels primers puzles que van existir.